# Nupserha nigrolateralis
Nupserha nigrolateralis là một loài bọ cánh cứng trong họ Cerambycidae.